# Euonymus semenovii
Euonymus semenovii là một loài thực vật có hoa trong họ Dây gối. Loài này được Regel & Herder mô tả khoa học đầu tiên năm 1866.